# Imaginator
Imaginator è il terzo album dei Nelson, uscito nel 1996 per l'etichetta discografica Victor Records.
Questo disco venne originariamente composto e registrato nel 1992, per essere pubblicato nel 1993. La Geffen ne annullò la pubblicazione, quindi questo sarebbe il secondo album della band e non il terzo.
Parteciparono in veste di songwriter diversi personaggi come Donnie Vie e Chip Z'Nuff degli Enuff Z'Nuff nei brani "She Gets Down" e "We're All Alright", Michael Rapahael dei Jailhouse nei brani "Do You Believe in Religion?", "Tell Me" e "The Judas Mirror", oltre alla collaborazione del compositore Jack Ponti, noto per le sue collaborazioni con artisti come Bon Jovi, Baton Rouge, Shark Island, Babylon A.D. ed altri.

## Tracce
1. On/Off 2:44
2. Sinners, Inc. :34
3. Do You Believe in Religion? (Nelson, Nelson, Raphael) 3:11
4. Kiss Me When I Cry (Nelson, Nelson, Ponti) 5:13
5. I Don't Mess Around, Boy: 14
6. Sooner or Later (Nelson, Nelson, Ponti) 4:09
7. We Always Want What We Can't Get (Nelson, Nelson, Ponti) 4:34
8. It's Your Body: 10
9. She Gets Down (Nelson, Nelson, Vie, Znuff) 3:55
10. Tell Me (Nelson, Nelson, Raphael) 5:25
11. Greed: 12
12. Action (Connolly, Priest, Scott, Tucker) 3:36 (Sweet Cover)
13. Aint' Nothin' Really Changed: 34
14. We're All Alright (Nelson, Nelson, Vie, Znuff) 4:22
15. The Judas Mirror (Nelson, Nelson, Raphael) 5:33
16. In a Perfect World: 35
17. Imaginator (Nelson, Nelson) 4:42

## Formazione
- Matthew Nelson - voce, basso, chitarra elettrica e acustica
- Gunnar Nelson - voce, chitarra ritmica e acustica, mandolino elettrico e acustico, tambourine, nacchere, shaker, glockenspiel
- Brett Garsed - chitarra elettrica
- Joey Cathcart - chitarra, cori
- Paul Mirkovich - tastiere, cori
- Bobby Rock - batteria